# Hedysarum longigynophorum
Hedysarum longigynophorum är en ärtväxtart som beskrevs av C.C.Ni. Hedysarum longigynophorum ingår i släktet buskväpplingar, och familjen ärtväxter. Inga underarter finns listade i Catalogue of Life.